# تپه راست ژیه
تپه راست ژیه در شهرستان رضوانشهر، بخش پره سر، روستای رینه واقع شده و این اثر در تاریخ ۲۷ بهمن ۱۳۸۲ با شمارهٔ ثبت ۱۰۹۵۱ به‌عنوان یکی از آثار ملی ایران به ثبت رسیده است.